# وسه (استان ماسوویان)
وسه (به لاتین: Łyse) یک روستا در لهستان است که در گمینا وسه واقع شده‌است. وسه ۲٬۰۰۰ نفر جمعیت دارد.